# 希腊语底层
前希腊语底层包含一种或多种史前不明前印欧语，是在原始希腊语人群于青铜时代到来之前就分布在希腊半岛的语言。希腊语有一千个左右难以追溯到原始印欧语的词汇，可能就是从这样的语言借来的。

## 简介

### 语言学情况
基于地名和词汇证据，一般认为希腊半岛和小亚细亚西部在迈锡尼希腊语和安那托利亚语族（赫梯语和卢维语）之前还曾分布过一些语言。学者们为解释这一现象，提出了许多假说。
许多学者认为，古希腊语和安纳托利亚语族共享的底层是一种与卢维语有关的印欧语，留下了小亚细亚西部常见的以-ssa、-nda结尾的地名和希腊半岛常见的以-ssos、-nthos结尾的地名。例如，希腊帕纳索斯山的名字，在卢维语中就可以解释为parna-（“房子”） 接领属后缀-ssa-。赫梯语和卢维语文献同样记载了可能有关的地名Parnassa。哲学家马丁·利奇菲尔德·韦斯特把这个地名的源语言称作“帕纳索斯语”，认为“从色雷斯平行地南下了一批人，他们在爱琴海东成为安纳托利亚人，1500年后成为卢维人。”从地名的分布上可以观察到，这种语言的通行时间大约在始于约公元前2800年的早期希腊文明 II时期。

### 其他印欧语的底层
- 日耳曼底层假说
- 盖尔语底层假说
- 欧洲古水名学
- 吠陀梵语的底层

## 引用
1. ↑  Duhoux 2007a，第220–222頁.
2. ↑  Beekes 2014，第47–48：“最近三十年来（以喉音理论为代表），我们关于印欧语的知识拓展了这么多，我们甚至可以明确说有哪些印欧语构拟是不可能的。[……]在我的EDG中，我标了>PG<的词，都是我认为只能追溯到原始希腊语的词。我找到了1106个。”頁.
3. ↑  Furnée 1972，第35頁; Renfrew 1998，第253–254頁; Finkelberg 2006，第52頁; West 2007，第8頁; Beekes 2009，第3頁
4. 1 2 3 4  West 2007，第8頁.
5. ↑  Leonard R. Palmer等人进一步假设，线形文字A记录的可能就是卢维语。当然，也可能是其他安纳托利亚语言。
6. ↑  Renfrew 1998，第253–254頁.
7. ↑  Finkelberg 2006，第52頁：“如我们所见，百年前促使人们提出希腊语存在非印欧底层的-nth-、-ss–等词缀，现在可以确认属于一种安纳托利亚语言，更确切地说就是卢维语。”

## 阅读更多
- Beattie, A.J. . The Classical Review. 1963, 13 (2): 177–178. S2CID 163062347. doi:10.1017/s0009840x00215370.
- Beekes, Robert S. P. . Studies in Slavic and General Linguistics. 2008, 32: 45–56  [2023-06-13]. JSTOR 40997492. （原始内容存档于2021-01-22）.
- Carnoy, Albert. . L'Antiquité classique. 1960, 29 (2): 319–336  [2023-06-13]. doi:10.3406/antiq.1960.3481. （原始内容存档于2023-03-26）.
- Carnoy, Albert. . L'Antiquité classique. 1958, 27 (2): 305–327  [2023-06-13]. doi:10.3406/antiq.1958.3346. （原始内容存档于2023-03-26）.
- Delgado, José Miguel Jiménez.  (PDF). Estudios Clásicos. 2008, 133: 7–32  [2017-09-22]. （原始内容 (PDF)存档于2017-03-04）.
- Duhoux, Yves. . Christidis, A.-F.  (编). . Cambridge and New York: Cambridge University Press. 2007b: 223–228  [2023-06-13]. ISBN 978-0-521-83307-3. （原始内容存档于2023-09-27）.
- Heubeck, Alfred. . Erlangen: Universitätsbund Erlangen. 1961 （德语）.
- Watkins, Calvert. . Classical Antiquity. 2007, 26 (2): 305–324. doi:10.1525/ca.2007.26.2.305.